# FSO Warszawa
El FSO Warszawa (FSO Varsovia) es un modelo de coche polaco, manufacturado entre 1951 y 1973 por la Fabryka Samochodów Osobowych o Fábrica de Automóviles de Pasajeros de Varsovia. El Warszawa sería el primer diseño nuevo en Polonia después de la II Guerra Mundial. El Warszawa es el coche que dominó en el sector del taxi de algunos países gracias a su dureza, su fiabilidad y a su durabilidad. Pero, debido a su elevado peso, su motor carece de potencia suficiente para el peso que debe desplazar, y además el consumo de combustible es muy alto. En total, se produjeron 254.471 unidades.

## Historia

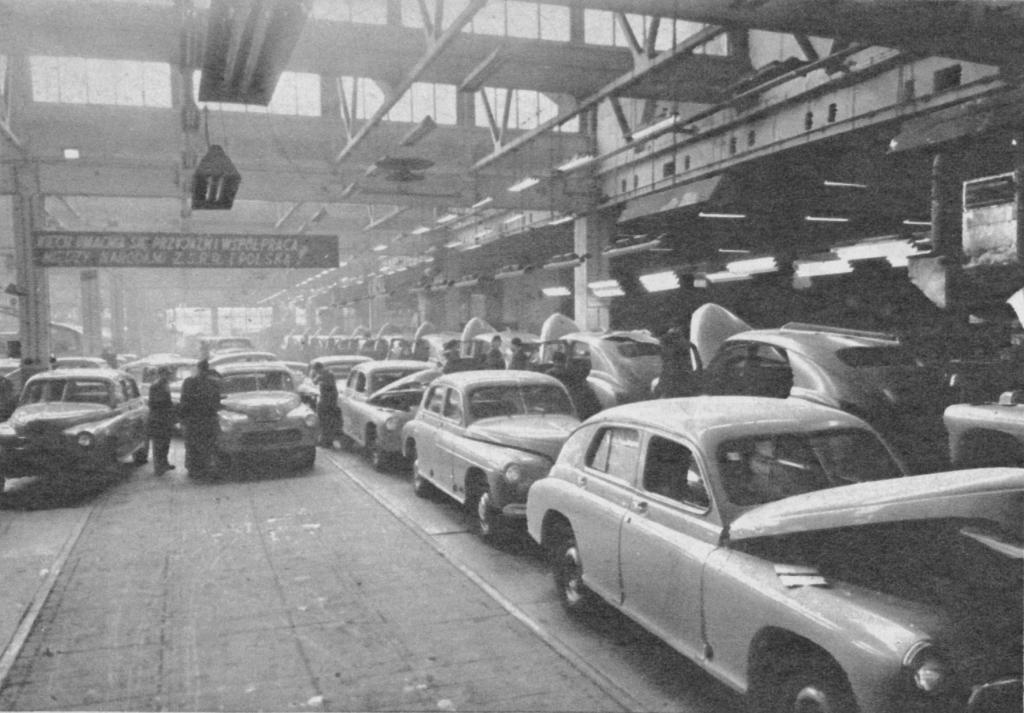
La línea de producción del FSO Warszawa, en el año 1951.

Los primeros planes hechos para producir en Polonia un automóvil de fabricación en serie se darían tras la 2.ª guerra en el año de 1946, cuando la recién creada Oficina Central de Planificación de Polonia crea un comité para la reconstrucción de la industria, y específicamente, para la del automóvil.
A principios de 1947 comenzaron las negociaciones entre el grupo italiano Fiat y el gobierno socialista de Polonia para la compra de los derechos de asociación. Se alcanzó un acuerdo (similar al firmado con otros países. como la URSS, España o Argentina) que establecía la producción de un coche de pasajeros partiendo de un modelo de la casa italiana como base, cediendo FIAT su licencia hasta por 40 años. Después de meses de negociaciones, el 27 de diciembre de 1947, el gobierno polaco firmó con el grupo italiano un acuerdo comercial, con el que Fiat anuncia la construcción de unas fábricas para comenzar la producción del Fiat 1100. La parte polaca tuvo que pagar por la licencia de dicho acuerdo con suministros de carbón, alimentos, productos metálicos y derivados de la industria química para cubrir el endose por dicho trato. La construcción de las plantas comenzaría en agosto de 1948.
Varios meses después, sin embargo; los trabajos fueron interrumpidos. La razón principal fue la decisión de Stalin, que obligaba a las naciones socialistas a no apoyarse en países occidentales, pues éstas debían acudir al COMECON, y no servirse de la "usurera ayuda" de los países capitalistas. Según algunas fuentes, una de las causas de la ruptura fue la retirada de la parte italiana fue la entrada en vigor del Plan Marshall, en el que Italia recibiría una gran cantidad de carbón norteamericano a precios muy asequibles (y con esto Polonia pagaría según el acuerdo suscrito anteriormente).
Así pues, Polonia debía, según Stalin, avanzar hacia la autosuficiencia en la industria automovilística. El gobierno polaco solicitó asistencia a la Unión Soviética para la producción de un coche bajo licencia que fuese sólido, fácil de conducir y barato de mantener. Las dos primeras aspiraciones si se consiguieron, pero no la economía de combustible. Los soviéticos dan a Polonia una licencia para la producción del coche M-20 Pobeda de la GAZ. La documentación técnica costó 130 millones de zlotys, mientras que por las máquinas de estampado y sus accesorios se pagarían 250 millones de Zlotych. El modelo ruso a su vez, estaba basado en el Ford Modelo B de los años 1935-1941 hecho bajo licencia. De este acuerdo suscrito entre ambos gobiernos nace el FSO Warszawa, un coche de apariencia occidental, de estilo muy "londinense" (de hecho, se le apodaba así), con una mecánica muy anticuada, algo tosca, pero muy aprecidada por su robustez, sencillez y durabilidad. La producción prevista por año era de 25000 unidades.
El 25 de enero de 1950 el acuerdo oficial polaco-soviético establecía que la parte soviética ofrecería la asistencia técnica necesaria para los diseños iniciales, la construcción de las instalaciones fabriles y demás anexas, y la dotación de los primeros equipos; luego se comenzaría la producción en masa. Los primeros FSO eran de hecho coches GAZ rusos con los emblemas polacos. Estaba previsto que el inicio de actividades de dichas plantas coincidiera con el aniversario de la Revolución de octubre en Rusia.

### Warszawa M20-57
En 1957, el semanario polaco "Motor" ensaya en carretera el Warsawa M20-57, que alcanzó una velocidad máxima de 109,2 km/h. Este coche sería criticado por un motor demasiado simple y por no ser precisamente muy económico, aunque a baja velocidad sí que tenía un consumo más bajo. El estilo exterior fue tachado de obsoleto, con muy reducida visibilidad desde la posición del conductor. Sin embargo, obtuvo notas bastante positivas por su sistema de frenos, su suave manejo, la bien lograda iluminación exterior, su confort y su desempeño urbano. Este coche, en su primera versión de carrocería, a pesar de sus amplias dimensiones, se caracteriza por un pequeño tronco de dirección.

### Warszawa 203
En marzo de 1964 la prueba semanal hecha por la revista "Motor" presenta el "Warszawa 203". El sedán obtuvo una calificación positiva, gracias a una silueta mejorada, con una ventana trasera de gran tamaño y por consiguiente una visibilidad mayor y su muy bien rematada parte trasera. Este diseño de carrocería era objeto de crítica por el alojamiento del depósito de combustible en el lado izquierdo de la carrocería, y los problemas con los limpiaparabrisas. En el modelo 203 se alcanzó una velocidad máxima de 131 km/h, y un tiempo de aceleración de 0 a 100 km/h estimado en 29,2 segundos. Se encontró que lo marcado por el velocímetro no correspondía a la velocidad real. En el tráfico urbano, el consumo de combustible se estimó entre los 12,2 y los 15,8 litros/100 km, comparados con los 11,2-16 litros/100 km de su predecesor. El valor promedio obtenido en la prueba fue de 13,9 l / 100 km (siendo los datos suministrados por el fabricante más bajos, un promedio de 12 l/100 km). De acuerdo con otras mediciones, el "Warszawa 203" a un promedio de velocidad de 75-85 kmh consumía una media de 12,6 litros/100 km. La durabilidad y los niveles de acabados del coche resultaron peores en este modelo, situándolo incluso por debajo de la media de los coches polacos de entonces, particularmente en relación con la protección contra la corrosión de la carrocería. Sin embargo, se valoró muy positivamente la eficacia del sistema de frenos, pero la fuerza que se debía aplicar en el pedal era demasiado alta, muy poco probable de que una persona enferma o debilitada la alcanzase. A pesar de sus defectos, le sería reconocido el notable esfuerzo hecho para lograr una suspensión suave, así como la durabilidad y su ya reputada comodidad, aunque ésta fue a la baja. Le criticaron las relaciones de caja, muy cortas, que no le permiten un uso completo del motor en todas sus gamas de revolución.

### Warszawa 203K
En 1967, "Motor" prueba la nueva versión, el "Warszawa 203-K" (ranchera). Este modelo fue apreciado por su versatilidad y su gran altura al suelo, lo que le permitió ciertas capacidades fuera de las carreteras asfaltadas. También se apreció una ampliación de la visibilidad a través de la ventana trasera, especialmente comparado con el de la versión sedán. En su interior se resalta un conjunto positivo y transparente. Con su motor más flexible, se le puede hacer funcionar incluso con combustible de mala calidad, lo que había sido el gran inconveniente de su predecesor (aparte de que la gasolina soviética de mala calidad era un problema endémico en Polonia), sin embargo; la potencia máxima fue considerada como demasiado baja cuando se compara a los otros modelos del Warszawa y a coches similares, especialmente con aquellos con dos o más litros de desplazamiento. El nuevo motor, el  S-21; se caracterizaba por una recorrido del pistón aumentado (de 85 pasó a los 100 mm), y con una menor capacidad de funcionamiento en las gamas bajas y medias de revoluciones del motor. Se le criticó duramente la caja de cambios y la transmisión, donde se seguía necesitando demasiada fuerza para soltar el pedal al embragar el motor (especialmente cuando se compara con el modelo M20/204, desfavorablemente clasificado en el cuadro de clasificación y no cuenta el anterior con la cuarta marcha que sí dispone el evaluado). Se aplaudió su asiento trasero, el primero divisible, lo que tendría un impacto positivo en el rendimiento. Los editores también comentaron negativamente el depósito de combustible, que seguía todavía en el lado izquierdo de la carrocería. Igualmente, se hizo énfasis negativo en la velocidad, que no pasaba de los 126 km/h, muy escasa para entonces e incluso demasiado baja para su cilindrada. La aceleración de 0 a 100 km/h se calculó en 28,3 segundos, y el consumo de combustible varió en una media de 11,3-16,6 litros/100 km.

### Características mecánicas
En el coche se utilizó desde el inicio de su producción un conjunto mecánico con piezas que en su diseño ya incluso para la época de su fabricación eran consideradas como obsoletas, como la suspensión delantera trapezoidal (la mayoría de los competidores en el segmento ya hacían uso del sistema de puntales MacPherson), que fue sustituida más tarde por un sistema de amortiguadores con resortes telescópicos, y también el vetusto motor M-20, duro y sencillo, un tanto "arcaico" por su estructura conservadora, pero prácticamente indestructible. La relación de compresión más baja no mermitía alcanzar toda la potencia, sin embargo, fue gracias a ello capaz de funcionar con gasolina de baja calidad, común en su tiempo. Estos motores, gracias a su sencillo diseño, son muy fiables aún hoy día.

### Otras características
El coche tenía treinta puntos de lubricación. El ajuste de los frenos requería de un retoque cada 2.000 km, el aceite y el filtro se podían cambiar cada 5.000 kilómetros. Pero el punto débil fue el espacio de ajuste correcto en la válvula, pues una mala configuración repercutía en el alto consumo de combustible. Pero gracias a su sencillez y facilidad de reparación fueron corregidos muchos de los problemas con simples conversiones hechas por los propietarios, con piezas que eran suministradas directamente de fábrica.

## Variantes

### Modelo original (M20)

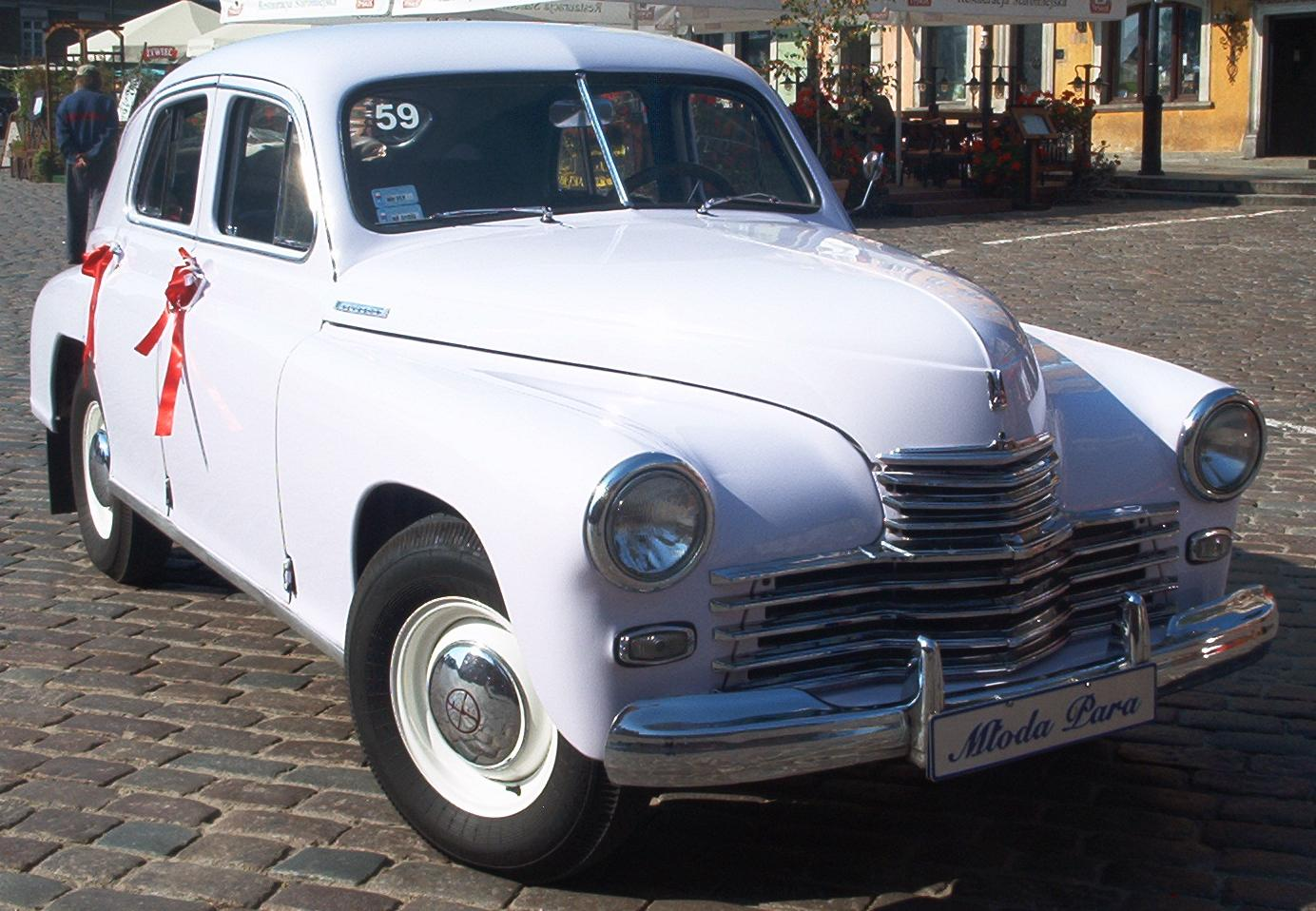
Frontal de un FSO Warszawa, de 1951

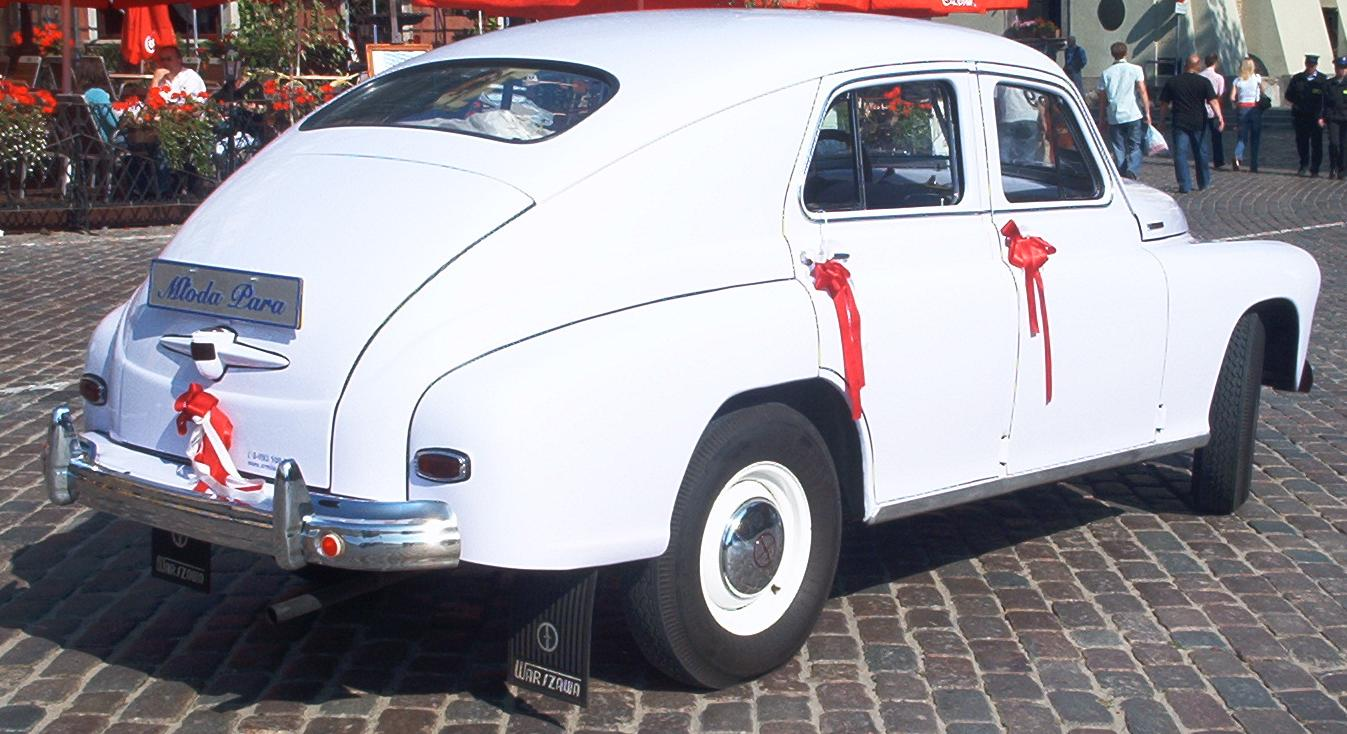
Parte trasera de un FSO Warszawa, de 1951.

Nombrado en honor a la ciudad de Varsovia, el Warszawa sería hasta 1957 un coche apreciado en Polonia, y que usaba componentes del Pobeda soviético, que luego sería fabricado bajo licencia. Su primer y mayor modernización se le haría en 1957. El nuevo modelo sería nombrado FSO Warszawa M20 modelo 57, pero poco después sería renombrado como Warszawa 200. El nuevo modelo recibe una reestilzación en su parte frontal. En la mecánica se modificaría su transmisión, y se aumentaría la compresión interna del motor; quedando de 6.2:1 del modelo ruso a 6.8:1.

### Modelos posteriores del 223

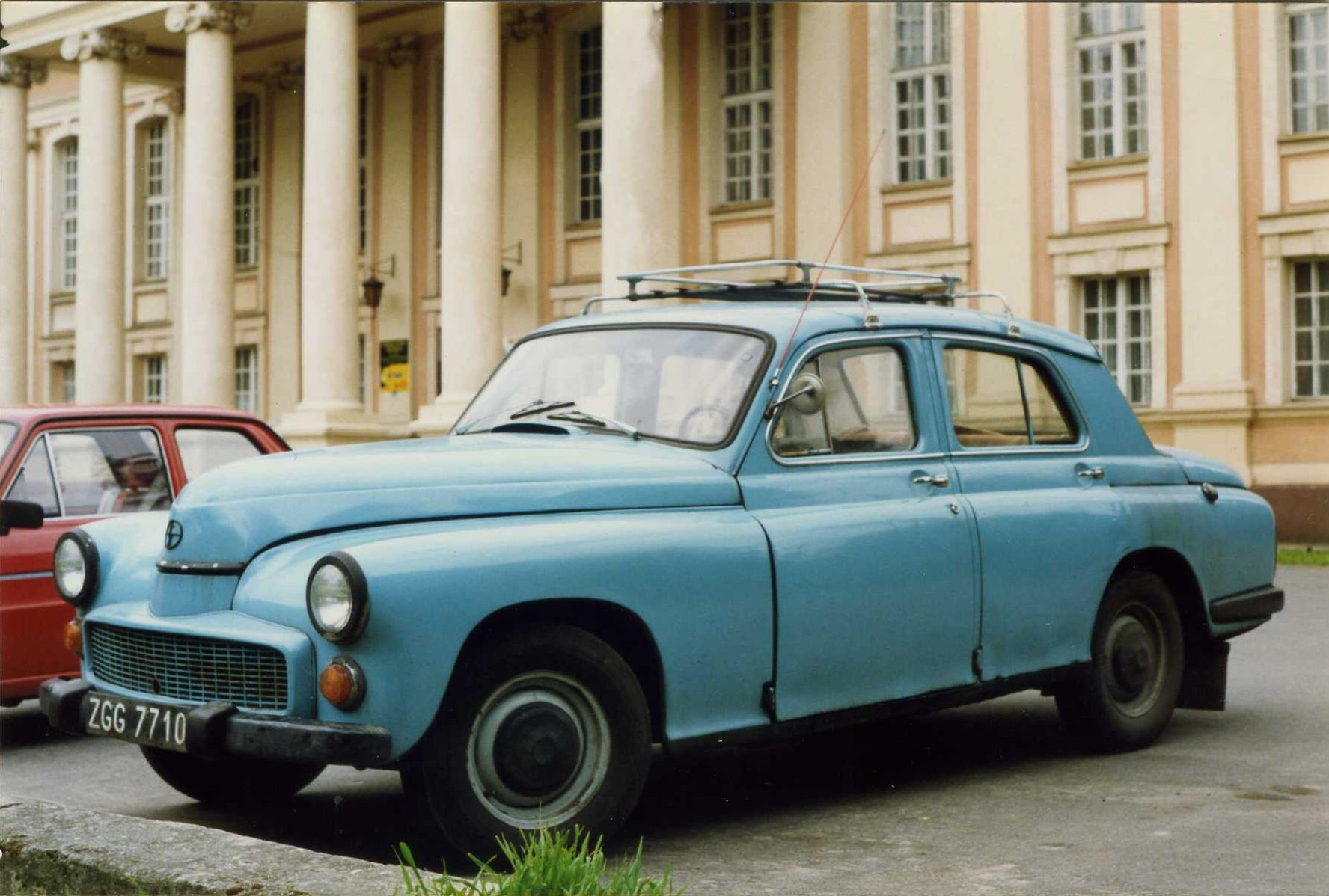
Warszawa 223

Desde 1962 este coche vendría equipado con un motor OHV I4. Este sería mucho más moderno que el anticuado sistemas de válvulas laterales, usado anteriormente. En 1964 la carrocería se cambiaría del diseño Ponton a una carrocería de tres volúmenes con el que FSO pretendía seguir las corrientes del diseño automovilístico de la Europa de entonces, aunque manteniendo un estilo bastante pesado y poco atractivo para el gusto occidental.
En 1967 se anunciaría que se equiparían algunos de los Warszawa con motores del productor inglés Perkins (un cuatro cilindros, de 1.76 litros de cilindrada), pero únicamente en las versiones de exportación, anunciadas al debut en la feria internacional del comercio de Poznań en junio de 1967.

## Otras variantes

### Vehículos comerciales

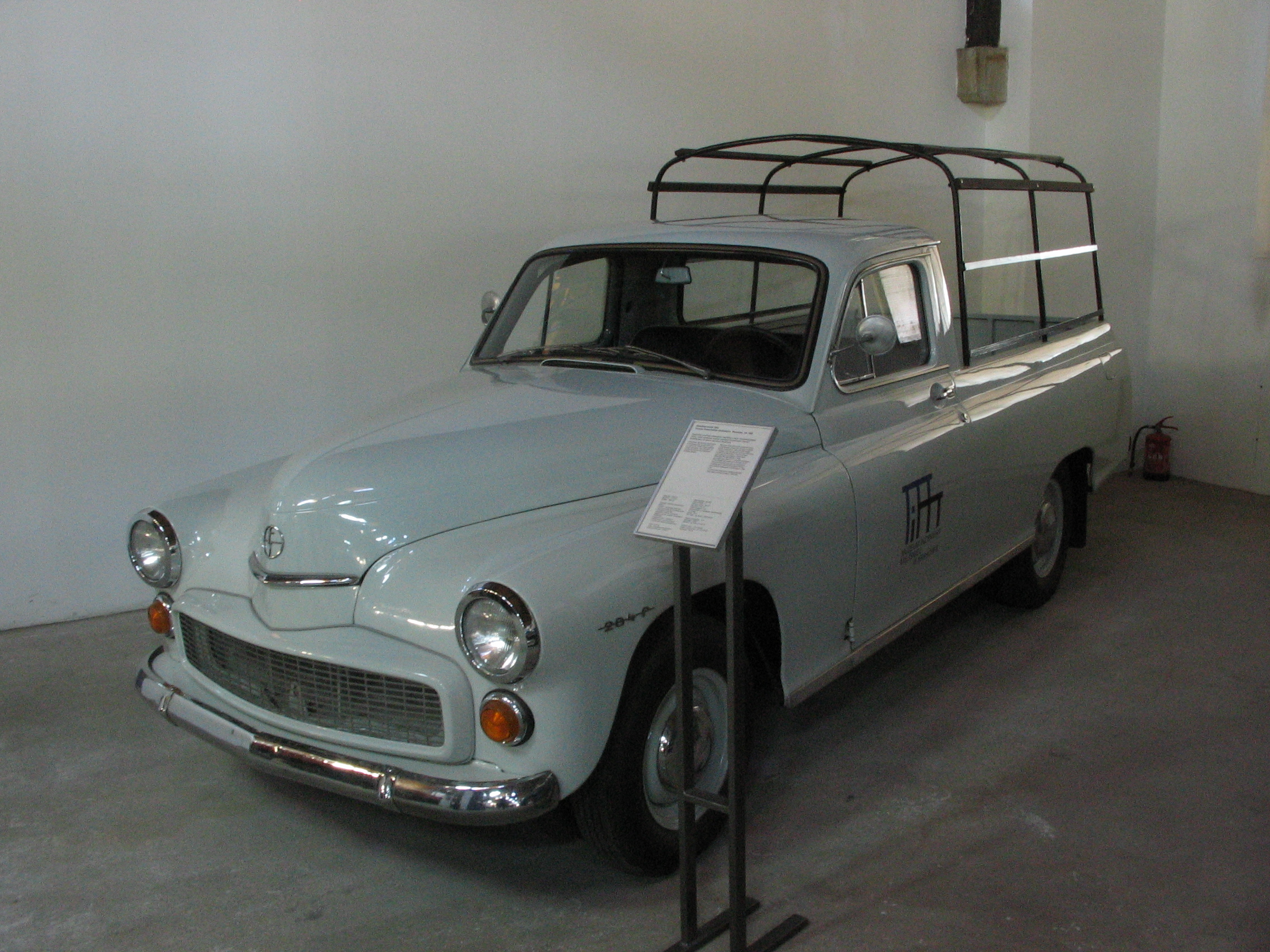
Un Warszawa pick-up.

Sobre la base de los componentes del Warszawa se construyeron dos modelos de vanes tipo panel, la Żuk (fabricada entre 1958-1997) y la Nysa (fabricada entre 1958-1994; ambas en los talleres de la FSC) o Fábrica de Automóviles de Mercancías. Adicionalmente hubo una variante comercial, sin contar que en Polonia y en otros países como Colombia fue extensamente usado como taxi.

### Prototipos

#### Warszawa 210

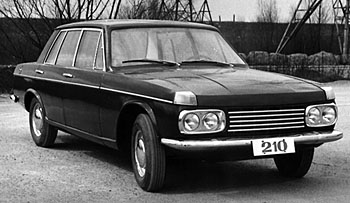
Un "Warszawa 210"; un prototipo que usa un motor de seis cilindros, de la década de los 60, y que no pasó de la fase de estudio.

El "Warszawa 210"es un prototipo de coche hecho por el Centro para la Investigación y el Desarrollo de FSO en 1964. No pasó de la fase de estudio. Se incluía en este un nuevo diseño de carrocería y un motor de mayor cilindrada, con dos cilindros adicionales.

#### Warszawa 73 Drezina (Dresina)

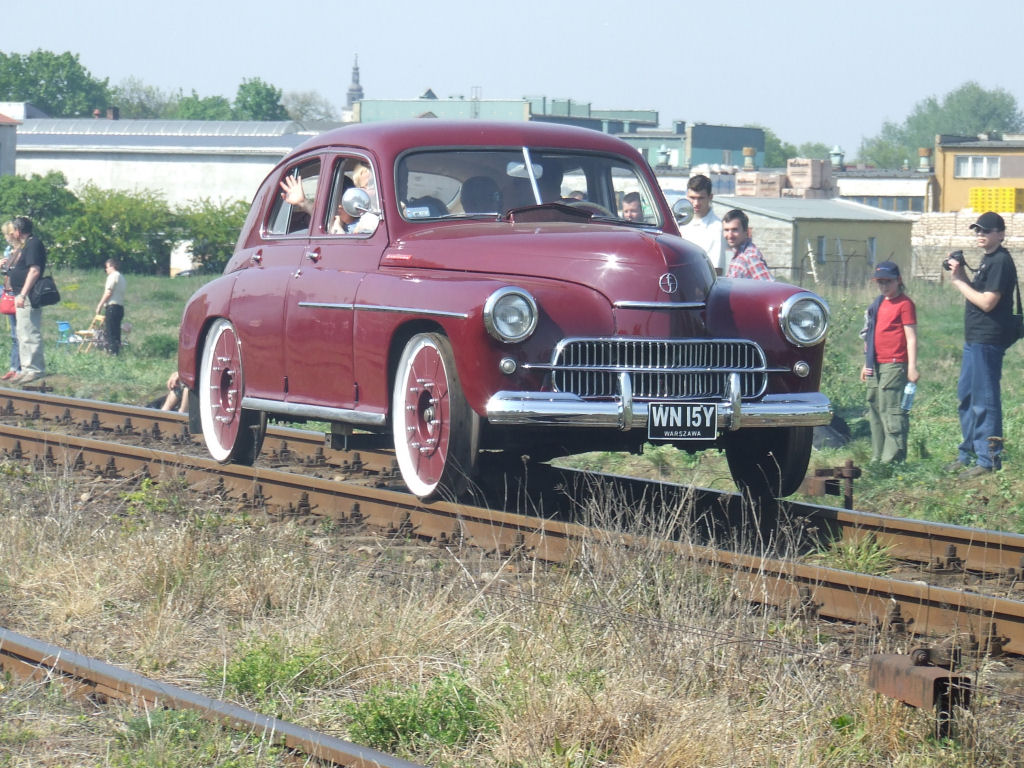
Un "Warszawa 204"; usado como prototipo para dresina ferroviaria o zorrilla de rieles, data de la década de los 60, sólo se usó como un vehículo prototipo de pruebas.

La dresina "Warszawa 73" era nada más que un Warszawa 202 modificado, contando con ruedas revestidas de goma y tomadas de una dresina manual. Se usa con fines rurales como acarreo de cargas, transporte turístico, entre otros.

## Producción
Inicialmente se esperaba que el nivel de producción del Warszawa llegara a unas 25.000 unidades por año, pero nunca se lograría llegar a alcanzar esta cifra. La producción aumentaría durante los últimos años de la década de los 60, llegándose a fabricar casi 18.000 ejemplares (el récord se estableció en 1968 cuando se llegó a los 17.780 ejemplares), pero al final de la producción cayó en un fuerte declive. Según algunas fuentes, la cantidad de vehículos mencionada no incluye las unidades construidas para la policía militar ni para los militares del ejército:
| Año  | Número de ejemplares | Año  | Número de ejemplares | Año  | Número de ejemplares |
| ---- | -------------------- | ---- | -------------------- | ---- | -------------------- |
| 1951 | 75                   | 1959 | 15 340               | 1967 | 15 175               |
| 1952 | 1575                 | 1960 | 14 825               | 1968 | 17 780               |
| 1953 | 1563                 | 1961 | 13 650               | 1969 | 17 683               |
| 1954 | 1678                 | 1962 | 14 636               | 1970 | 16 232               |
| 1955 | 4015                 | 1963 | 13 422               | 1971 | 13 500               |
| 1956 | 6105                 | 1964 | 13 455               | 1972 | 12 803               |
| 1957 | 10 020               | 1965 | 15 726               | 1973 | 4266                 |
| 1958 | 13 173               | 1966 | 17 774               |      |                      |

## Exportación
Las exportaciones del "FSO Warszawa" comenzaron en 1954. Para 1973 se habían despachado a otras naciones un total de 72.834 coches. El "Warszawa" fue exportado a 25 países, en los cinco continentes, y los mayores clientes del vehículo fueron lógicamente los países del bloque socialista. Según algunas fuentes, el número enviado al extranjero del "FSO Warszawa" serían de 81.804, en los que se incluyen aquellos que no se calcularon debido a los faltantes en las estadísticas, que fueron cerca de 9.000 y que se vendieron en Polonia en el marco de exportaciones intranacionales.  La siguiente lista incluye a todos los países a los que se exportó el "FSO Warszawa"

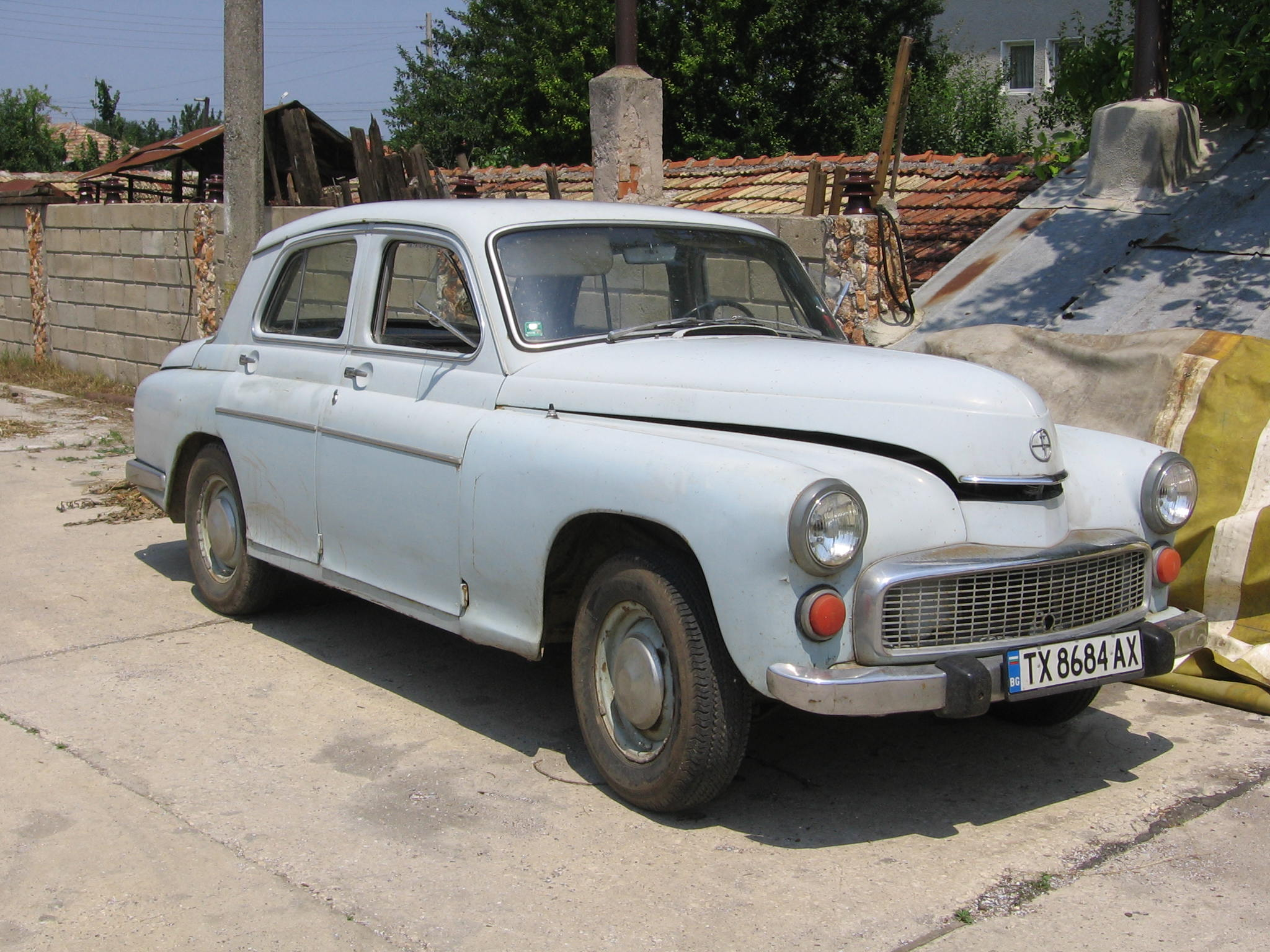
FSO Warszawa en una calle de Bulgaria.

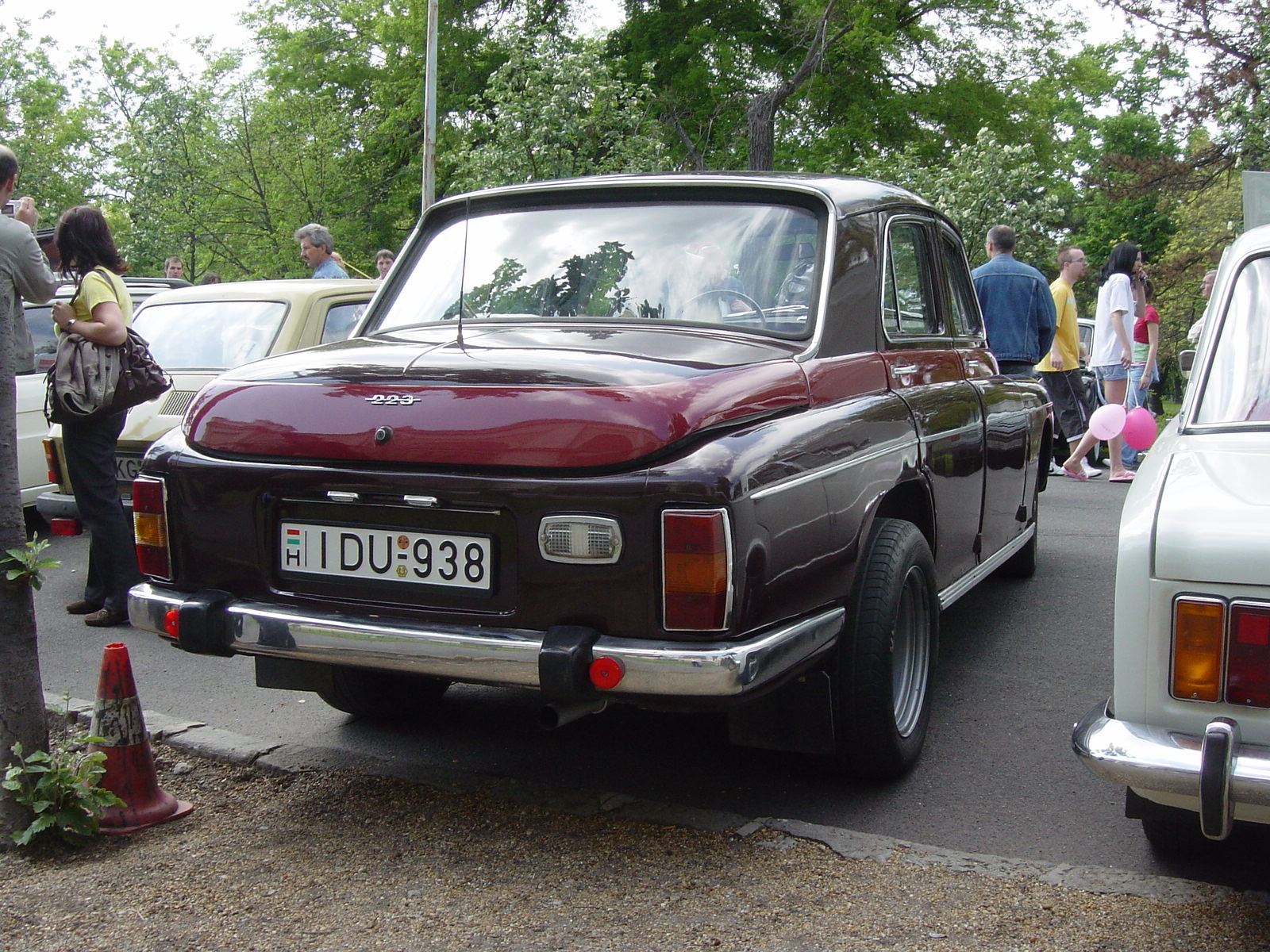
FSO Warszawa 223 modificado.

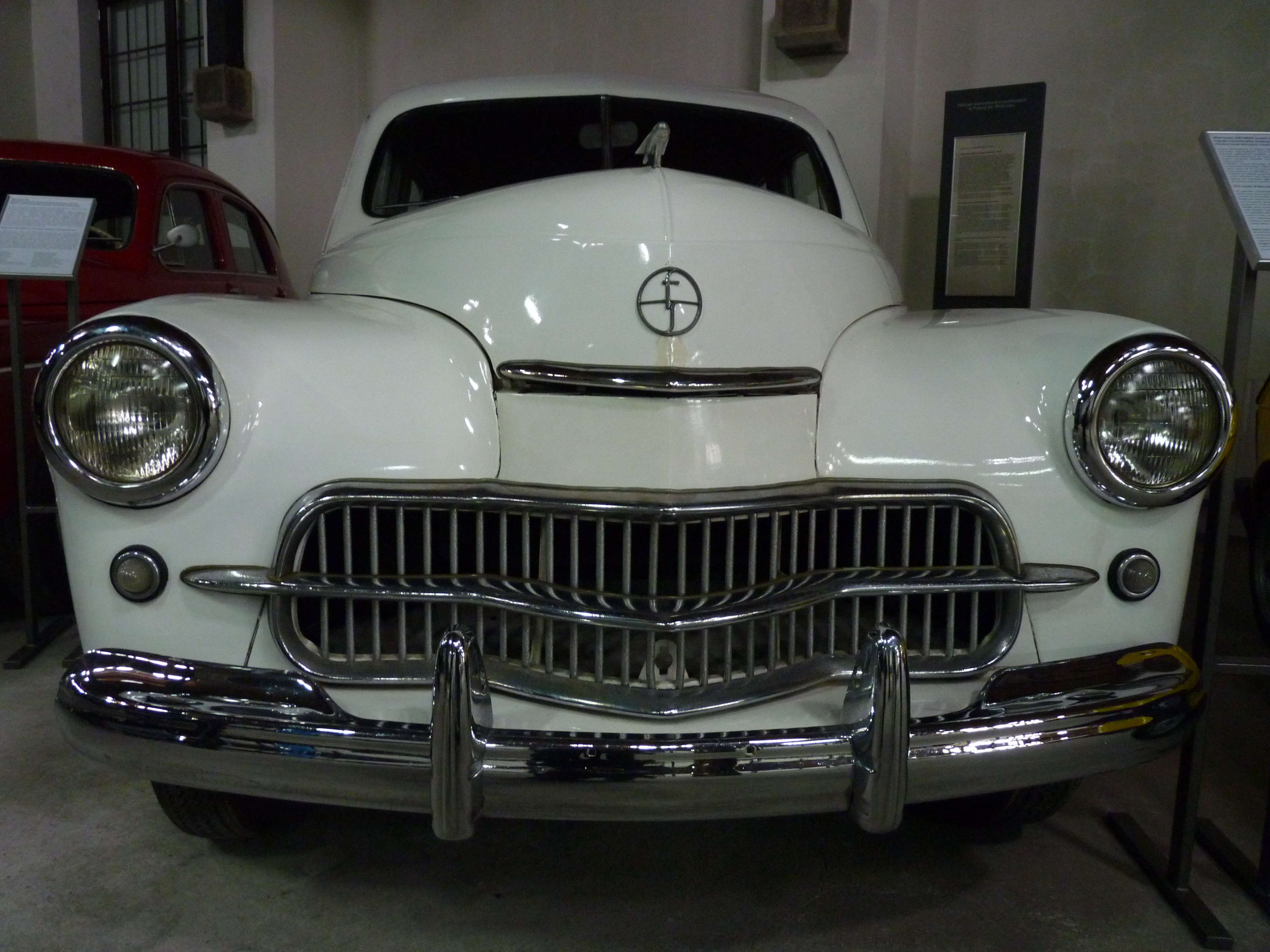
FSO Warszawa M20-57

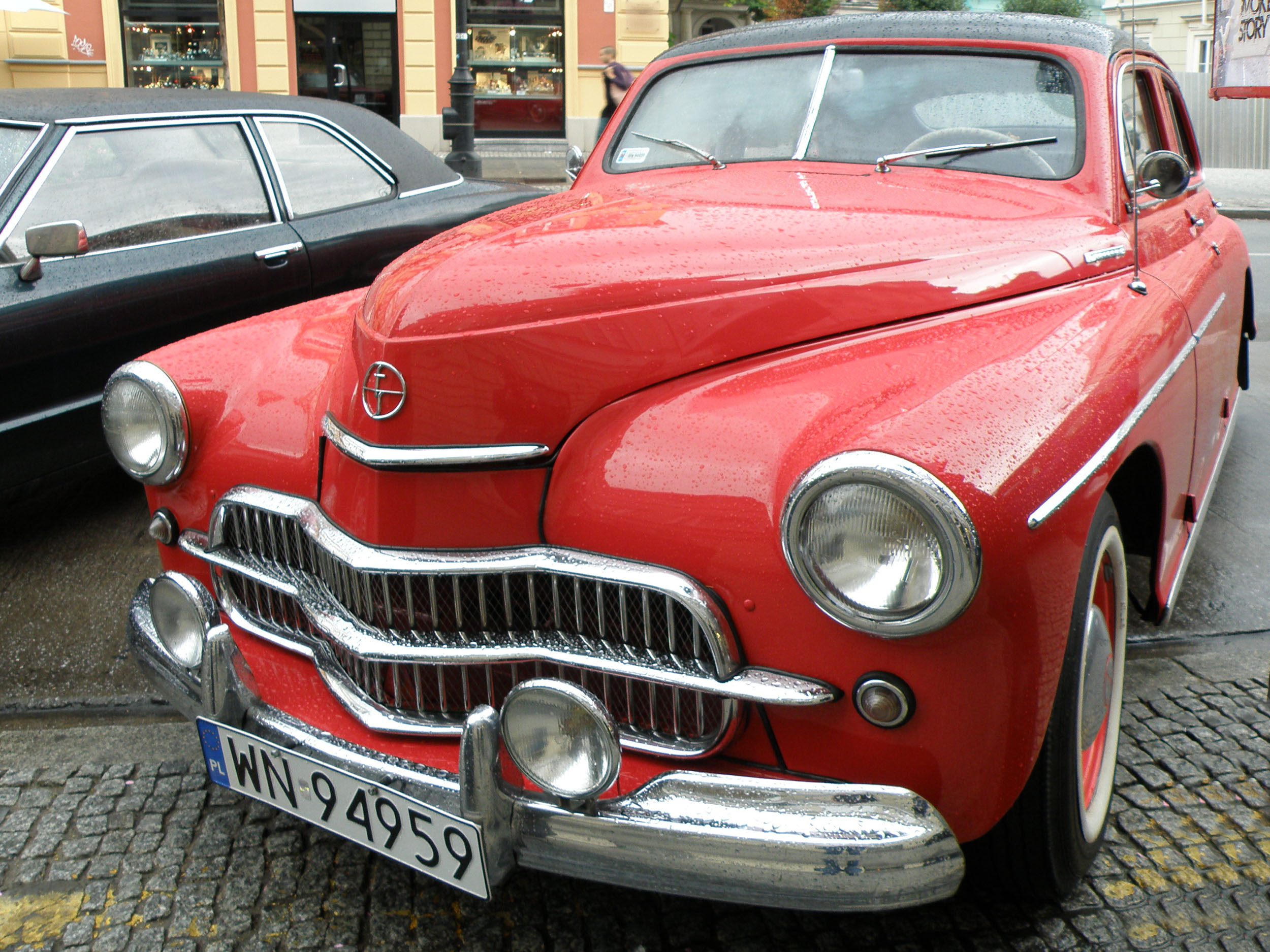
Toma frontal de un FSO Warszawa 201

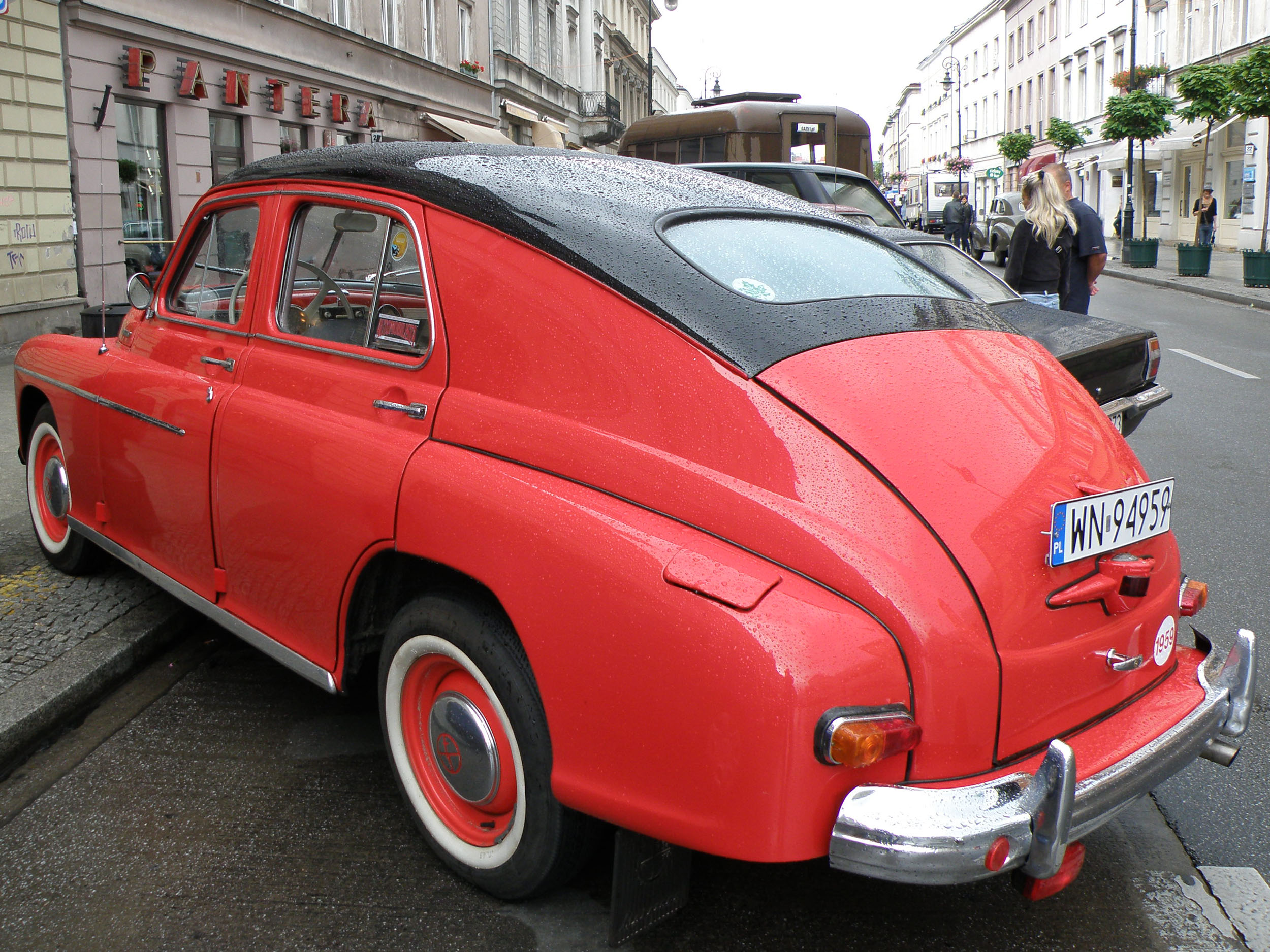
Toma trasera de un FSO Warszawa 201

| País                                                                                | Cantidad de ejemplares |
| ----------------------------------------------------------------------------------- | ---------------------- |
| Bulgaria                                                                            | 26 655                 |
| Hungría                                                                             | 21 142                 |
| China                                                                               | 8050                   |
| Rumania                                                                             | 5653                   |
| Checoslovaquia                                                                      | 3396                   |
| Turquía                                                                             | 2217                   |
| Cuba                                                                                | 998                    |
| Colombia                                                                            | 1049                   |
| Noruega                                                                             | 841                    |
| Finlandia                                                                           | 615                    |
| Albania                                                                             | 436                    |
| Irán                                                                                | 365                    |
| Alemania Oriental                                                                   | 316                    |
| Yugoslavia                                                                          | 218                    |
| Brasil                                                                              | 200                    |
| Ecuador                                                                             | 196                    |
| [[Archivo:{{{bandera alias-1949}}}\|20x20px\|border\|Bandera de Mongolia]] Mongolia | 146                    |
| Vietnam                                                                             | 139                    |
| Corea del Norte                                                                     | 113                    |
| Guinea                                                                              | 98                     |
| Grecia                                                                              | 63                     |
| Arabia Saudita                                                                      | 40                     |
| Libia                                                                               | 37                     |
| Unión Soviética                                                                     | 26                     |
| Birmania                                                                            | 25                     |

## Especificaciones técnicas

### Warszawa M-20 (200, 201 y 202)
- Distancia entre ejes

- Adelante: 1364 mm
- Atrás: 1362 mm

- Peso

- En vacío: 1.460 kg
- Peso de carga (total admisible): 1960 kg

- Neumáticos: 6,00, rines de 16 pulgadas.
- Carrocería: Pontón de tipo autoportante desde el bastidor auxiliar
- Motor: M-20 de cuatro cilindros, en línea, bloque lineal y colocado longitudinalmente sobre el eje delantero.

- Cilindrada: 2.120 cc, 82 mm de diámetro, 100 mm de carrera,
- Relación de compresión: 6,2:1.
- Potencia: 36,5 kW (50 CV ) / 52 cv más de '57 a 3600 rev / min.
- Par máximo: 116/122 N • m (desde '57) a 2200 rev / min

Tipo de bancaje: Acero fundido con árboles de levas.
- Tipo de timer: de cabeza de 4 árboles.
- Bujía de encendido
- Orden de encendido: 1-2-4-3
- Tope de revoluciones del motor (en modo económico): 2200-3600 rev./minuto.

- Sistema eléctrico 12 V, terminal Negativo (-) conectado a Masa.
- Transmisión:

- Embrague en seco.
- Caja de cambios de 3 velocidades (con los piñones de las marchas 2 y 3 sincronizados).
- Relaciones de caja: primera  2,82:1, la segunda  1,604:1, tercera 1:1, reversa: 3,383:1.
- Impulsión: Eje rígido, relación de 5,125.

- Suspensión:

- Frontal: independientes en dos brazos de control, de longitud asimétrica, muelles helicoidales, amortiguadores, brazo hidráulico de doble efecto.
- Trasera: Eje rígido, apoyado por dos muelles  longitudinales, amortiguadores hidráulicos de doble acción.

- Velocidad máxima: 105 kmh.
- Aceleración 0-100 km / h en  45 segundos.
- Consumo de combustible: 13,5 l / 100 km aproximadamente, siendo muy económico a bajas velocidades (unos 40 km / h) (En la práctica, su gasto de combustible era mucho mayor al de modelos con la misma cilindrada pero mayor fuerza).
- El ángulo de vadeo mínimo de 19 °.
- El ángulo máximo es de 27 °.

### Warszawa 203/223
Sus medidas y desempeño son bastante similares que los del derivado del M-20 ruso, exceptuándose:
- Peso: 1.420 kg propios admisibles totales 1900 kg
- Carga máxima autorizada sobre los ejes: 890 kg, trasero: 980 kg
- Neumáticos: 6,40-15 "
- Vía delantera: 1.395 mm, trasero: 1402 mm
- Distancia máxima al suelo: 205 mm
- Distancia mínima al suelo: 190 mm
- Carrocería: sedán, subestructura autoportante para el bloque del motor
- Motor:

- S-21, de cuatro cilindros, en línea, OHV.
- Carburador JIKOV 40 de SOP monofásico y de caída.
- Diámetro y  recorrido (en la camisa): 82 x 100 mm.
- Relación de compresión 7,5:1.
- Potencia: 51,5 kW (70 CV ) a 4000 rev / min.
- Torque: 147 N • m a 2500 r / min.
- Alcance (en modo económico) del motor: 2500-4000 r / min.

- Orden de encendido: 1-2-4-3

- Capacidad de enfriamiento (radiador): 10,5 l.
- Capacidad de lubricante: 6 litros
- Filtro de aire: Wet, capacidad de 0,35 l

- Transmisión

- Relación de impulso: la mayoría de accionamiento a 4,555:1

- Caja de marchas: 3 velocidades, transmisión de eje rígido, con piñones planetarios convencionales:

- 1a. velocidad: 3,115:1
- Segunda velocidad: 1.772
- Tercera velocidad: 1.000:1
- Reversa: 3,778:1

- Versión con caja de 4 marchas

- 1a. velocidad:  3,753:1
- Segunda velocidad:2,373:1
- Segunda velocidad: 1,482:1
- Cuarta velocidad: 1.000:1
- Reversa: 3,753:1
- Capacidad de lubricante en la caja de cambios: 1.2 l.
- Capacidad de lubricante en la transmisión (eje trasero): 1,1 l.

- Suspensión:

- Delantera: Independiente, resortes helicoidales y brazos oscilantes, Ballestas traseras longitudinales, amortiguadores de resorte independiente.

- Aceleración 0-100 km / h: 29,2 segundos.
- Velocidad máxima (general): 130 km/h.

- En primera marcha: 40 km/h.
- En segunda marcha: 70 km/h.

- Capacidad de paso en pendiente (inclinación máxima): 32%
- Consumo medio: 11-12 l/100 km
- Combustible: de 78 octanos (por lo general se vendía gasolina con plomo).
- Giro (radio mínimo): 6,6 m.
- Velocidad/distancia máxima para el frenado (a una velocidad de 80 km/h con una presión en el pedal igual a 50 kgf): 42-49 metros

### Warszawa 204/224
Las dimensiones, peso, neumáticos, detalles de la carrocería son las de los modelos 203/223:
- Motor similar al del Varsovia M20, pero con una mayor potencia (40,5 kilovatios (54 HP) a 3600 rev / min).

- Par máximo: 122 Nm a 2200 rev./min.
- Velocidad máxima: 115 km/h.
- Consumo medio: unos 13 litros/100 km.
- Inclinación máxima en pendiente: 30%